# ويليام بي بيرنهام
ويليام بي بيرنهام (بالإنجليزية: William P. Burnham)‏ هو عسكري أمريكي، ولد في 10 يناير 1860 في سكرانتون في الولايات المتحدة، وتوفي في 27 سبتمبر 1930 في سان فرانسيسكو في الولايات المتحدة.